# Josef Wilhelm
Josef Wilhelm, né en 1892 et mort en 1956, est un gymnaste suisse.

## Palmarès

### Jeux olympiques
- Paris 1924
  -  médaille d'or au cheval d'arçons
  -  médaille de bronze par équipes